# Житловий будинок (вулиця Глібова, 10)
Житловий будинок — пам'ятка архітектури місцевого значення у Ніжині за адресою вулиця Глібова, 10.

## Історія
Спочатку було внесено до «списку нововиявлених пам'яток архітектури» під назвою «Житловий будинок».
Наказом Міністерства культури і туризму від 21.12.2012 № 1566 надано статус «пам'ятник архітектури місцевого значення» з охоронним № 10011-Чр під назвою «Житловий будинок». Встановлено інформаційну дошку.

## Опис
Будинок збудований наприкінці XVIII століття.
Двоповерховий, кам'яний, оштукатурений, прямокутний у плані будинок, з чотирисхилим дахом. Віконні прорізи чотирикутні, прикрашені лиштвою. Фасад розчленовують пілястрами, завершений карнизом. Із західного боку примикає одноповерхова прибудова. Були вікна з металевими віконницями. Має своєрідне оздоблення кімнат першого поверху.